# Ензе
Ензе (нім. Ense) — сільська громада в Німеччині, знаходиться в землі Північний Рейн-Вестфалія. Підпорядковується адміністративному округу Арнсберг. Входить до складу району Зост.
Площа — 51,08 км². Населення становить 12 256 ос. (станом на 31 грудня 2020).

## Географії

### Сусідні міста та громади
Ензе межує з 5 містами / громадами:
- Арнсберг
- Менезе
- Зост
- Верль
- Віккеде

### Адміністративний поділ
Громада  складається з 15 районів:
- Більме
- Біттінген
- Бремен
- Герлінген
- Геїнген
- Гюннінген
- Люттрінген
- Нідерензе
- Оберензе
- Парзіт
- Руне
- Зіферінген
- Фіргаузен
- Фольбрінген
- Вальтрінген